# صالح بن جملا

هو صالح بن مفلح بن هجرس بن فاضل المطرقة 
صالح بن مفلح بن هجرس المطرقة وكنيته صالح بن جملا، زعيم وفارس مغوار وشيخ قبيلة الدياحين، وحفيد الشيخ هجرس المطرقة. 

## قبيلته

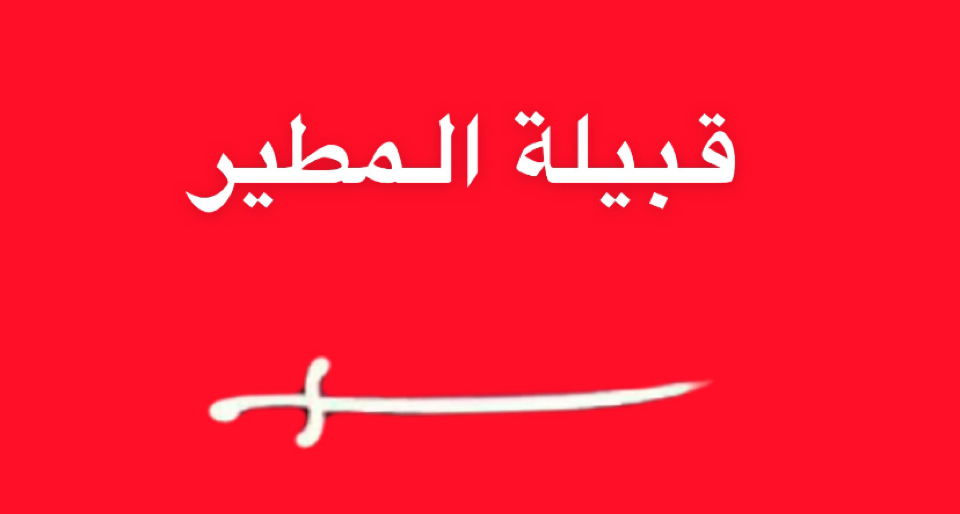

يعود نسب قبيلة الدياحين الى أولاد واصل من بريه قبيلة مطير وهي قبيلة قيسية مضرية عدنانية تعود جذورها إلى غطفان بن سعد بن قيس عيلان بن مضر بن نزار بن معد بن عدنان.

## الابناء
- خضران بن صالح بن مفلح بن هجرس